# Désiré Carré
Désiré Carré  né le 21 mai 1923 à Courcelles-sur-Seine (Eure) et mort le 8 septembre 2014 à Draguignan (Var), est un footballeur international français.
Technicien inspiré, tacticien reconnu, Désir Carré décroche deux titres de champion de France (en 1951 et 1952) et un titre de Division 2 (1948) sous les couleurs de l'OGC Nice. International français à une reprise, il joue également pour Le Havre AC, le RC Strasbourg et le CA Paris. Après sa carrière de footballeur, il devient journaliste.

## Biographie

### Le sommet avec Nice (1947-1952)
Désir Carré arrive à l'OGC Nice en 1947 il vient alors du Havre AC. Il marque pour son premier match à Angers. Dès sa première saison, il dispute 35 matchs et marque 20 buts. Le Gym est champion de Division 2 avec 109 buts marqués. Carré abreuve Roland Tylipski de passes décisives. Grâce à lui, l’ailier gauche inscrit vingt buts lui aussi. Les dirigeants niçois de l’époque changent alors plus de la moitié de l’équipe après ce titre mais conservent Carré.
Lors du championnat 1949-1950, Carré inscrit dix-huit buts ce qui le fait terminer meilleur buteur du club et cinquième de D1. C'est son meilleur total en carrière.
Niçois pendant cinq saisons, Désir Carré est appelé chez les Bleus le 13 novembre 1949 pour la réception de la Tchécoslovaquie (victoire 1-0) et est deux fois champion de France (en 1951 et 1952). Lors de la saison 1950-1951, avec Jean Belver, Antoine Bonifaci et Yeso Amalfi, Carré forme un des meilleurs milieux de terrain du championnat de France. À Nice, il joue 153 matchs et marque 64 buts de championnat.
Lors de la Coupe de France 1951-1952, Désiré Carré et son équipe se qualifient pour la finale. Déjà laissé sur le banc lors du match précédent à Metz, Carré, à qui échoit généralement le brassard de capitaine, n'est à nouveau pas placé sur la feuille de match tout comme le buteur suédois Pär Bengtsson. C’est Victor Nurenberg et Luis Carniglia qui prennent la relève, le coach Numa Andoire ayant promis de faire jouer les vainqueurs d’un match de championnat décisif à Metz. Malgré la victoire niçoise 5-3 sur les Girondins de Bordeaux, Carré ne peut donc pas être qualifié de vainqueur de la Coupe cette année-là,.
Il clôt son expérience niçoise de la même manière avec une ultime réalisation, le 25 mai 1952 face à l'Olympique de Marseille.
Lors de la Coupe Latine 1952, Désiré Carré et Nice s'inclinent en finale (1-0) contre le FC Barcelone après avoir éliminé le Sporting Portugal (4-2) au premier match.
« C’est l’un des joueurs les plus intelligents que j’ai vu au Gym. Il avait le sens de la passe, celui du mouvement. Il donnait le rythme. Il savait tout faire : organiser et marquer. Toujours collectif, il faisait bien jouer l’équipe. Et puis Désir était adorable », se souvient Julien Giarrizzi, plume de Nice-Matin des années 1950 aux années 1990, attristé par la perte de ce bon compagnon.

### Fin à Strasbourg puis Paris
À la suite de cet épisode à propos de la finale de la Coupe de France 1952, Désiré Carré quitte l'OGC Nice pour le RC Strasbourg (1952-1956) avant de signer au CA Paris (1957-1958).

### Reconversion
Une fois sa carrière de footballeur achevée et une saison passée (1957-1958) sur le banc du FC Tours, ce tennisman accompli entame sa reconversion professionnelle à Nice comme journaliste. Il couvre alors avec une passion égale tous les sports à tous les échelons de compétition,.

## Statistiques
Ce tableau présente les statistiques de Désiré Carré,.
| Saison                | Club                  | Championnat           | Championnat | Championnat | Coupe(s) nationale(s) | Coupe(s) nationale(s) | France | France | Total | Total |
| Saison                | Club                  | Division              | M.          | B.          | M.                    | B.                    | M.     | B.     | M.    | B.    |
| 1945-1946             | Le Havre AC           | D1                    | 26          | 14          | 3                     | 0                     | -      | -      | 29    | 14    |
| 1946-1947             | Le Havre AC           | D1                    | 36          | 7           | 4                     | 1                     | -      | -      | 40    | 8     |
| Sous-total            | Sous-total            | Sous-total            | 62          | 21          | 7                     | 1                     | 0      | 0      | 69    | 22    |
| 1947-1948             | OGC Nice              | D2                    | 34          | 20          | 5                     | 5                     | -      | -      | 39    | 25    |
| 1948-1949             | OGC Nice              | D1                    | 24          | 10          | 3                     | 0                     | -      | -      | 27    | 10    |
| 1949-1950             | OGC Nice              | D1                    | 33          | 18          | 1                     | 0                     | 1      | 0      | 35    | 18    |
| 1950-1951             | OGC Nice              | D1                    | 32          | 6           | 4                     | 3                     | -      | -      | 36    | 9     |
| 1951-1952             | OGC Nice              | D1                    | 30          | 10          | 5                     | 3                     | -      | -      | 35    | 13    |
| Sous-total            | Sous-total            | Sous-total            | 153         | 64          | 18                    | 11                    | 1      | 0      | 172   | 75    |
| 1952-1953             | RC Strasbourg         | D2                    | 31          | 5           | 5                     | 0                     | -      | -      | 36    | 5     |
| 1953-1954             | RC Strasbourg         | D1                    | 28          | 11          | 4                     | 2                     | -      | -      | 32    | 13    |
| 1954-1955             | RC Strasbourg         | D1                    | -           | -           | -                     | -                     | -      | -      | 0     | 0     |
| Sous-total            | Sous-total            | Sous-total            | 59          | 16          | 9                     | 2                     | 0      | 0      | 68    | 18    |
| 1955-1956             | CA Paris              | D2                    | 37          | 9           | 3                     | 0                     | -      | -      | 40    | 9     |
| 1956-1957             | CA Paris              | D2                    | -           | -           | -                     | -                     | -      | -      | 0     | 0     |
| Sous-total            | Sous-total            | Sous-total            | 37          | 9           | 3                     | 0                     | 0      | 0      | 40    | 9     |
| Total sur la carrière | Total sur la carrière | Total sur la carrière | 311         | 110         | 37                    | 14                    | 1      | 0      | 349   | 124   |

## Palmarès
- International A en 1949 (1 sélection)

 OGC Nice
- Championnat de France (2)
  - Champion en 1951 et 1952, capitaine de l'équipe

- Championnat de France D2 (1)
  - Champion en 1948